# 畢架山峰

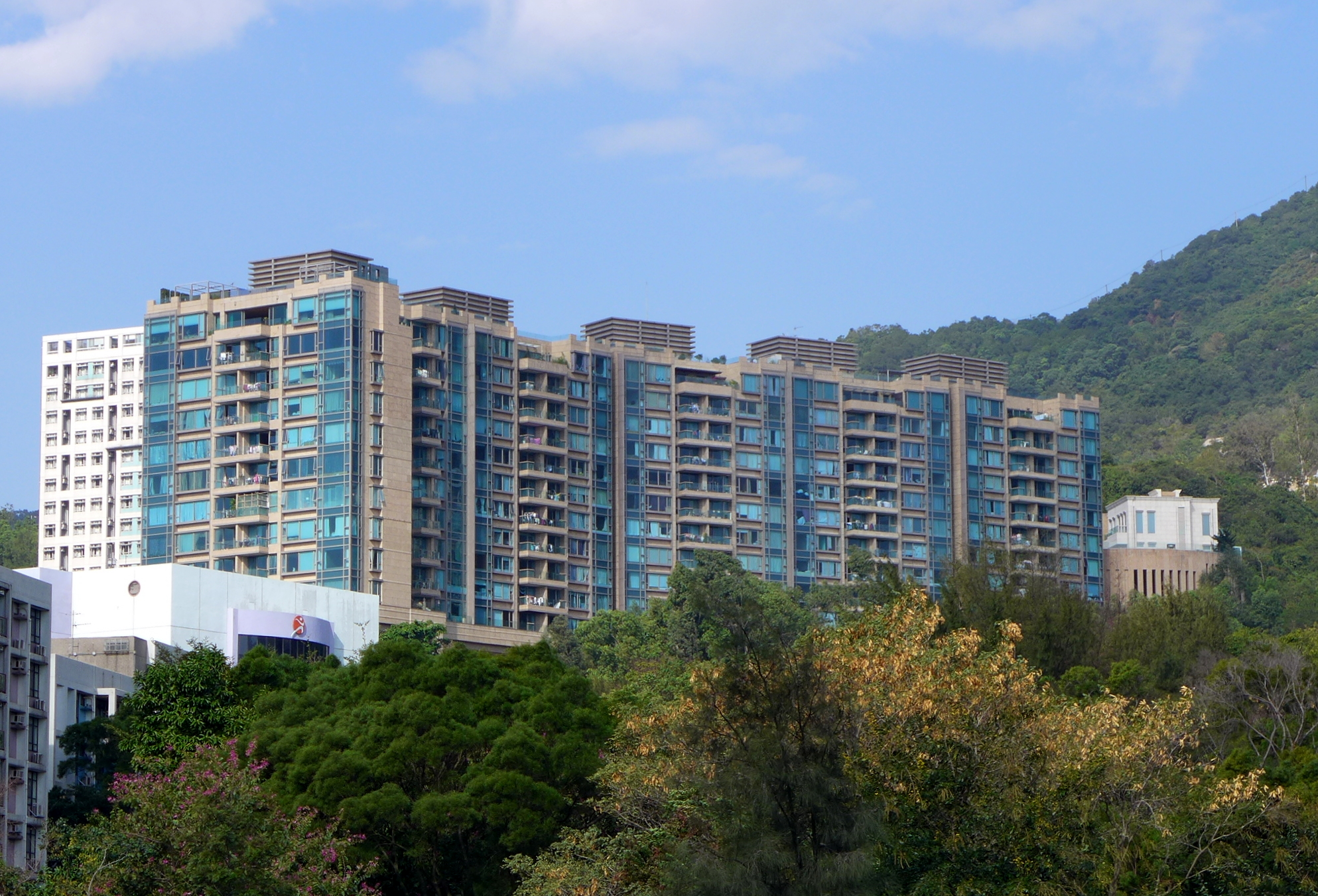
畢架山峰

畢架山峰（英語：Mount Beacon） 是位於香港深水埗區歌和老街20號，是一個大型豪華住宅，發展商為信和集團、萬泰集團及華人置業集團。2005年7月以預售樓花形式首次開售，並於2006年4月入伙。該屋苑由22座獨立洋房及5座分層洋樓組成，提供共197戶住宅單位和22棟獨立屋，可俯覽維港、上環至銅鑼灣大廈群及九龍半島景致。鄰近九龍塘鐵路站和商場又一城。校網為40區。另設豪華的摩納哥皇室會所、法巴芝宴會廳、羅馬Spa及服務。

## 單位面積
- 分層:1133',1538',1689'及1950'
- 獨立屋:3710',3780'
- 董事屋:4350'

## 會所設施
- 法巴芝會所 Faberge' Club House
- 80米長泳池
- 鋼琴室
- 乒乓球室
- 低溫SPA
- SAUNA健身室
- 水上宴會廳（可容納7-8圍）